# Cantón de Thiberville
El cantón de Thiberville era una división administrativa francesa, que estaba situada en el departamento de Eure y la región de Alta Normandía.

## Composición
El cantón estaba formado por veintiún comunas:
- Barville
- Bazoques
- Boissy-Lamberville
- Bournainville-Faverolles
- Drucourt
- Duranville
- Folleville
- Fontaine-la-Louvet
- Giverville
- Heudreville-en-Lieuvin
- La Chapelle-Hareng
- Le Favril
- Le Planquay
- Les Places
- Le Theil-Nolent
- Piencourt
- Saint-Aubin-de-Scellon
- Saint-Germain-la-Campagne
- Saint-Mards-de-Fresne
- Saint-Vincent-du-Boulay
- Thiberville

## Supresión del cantón de Thiberville
En aplicación del Decreto nº 2014-241 de 25 de febrero de 2014, el cantón de Thiberville fue suprimido el 22 de marzo de 2015 y sus 21 comunas pasaron a formar parte del nuevo cantón de Beuzeville.